# Poaephyllum
Poaephyllum é um género botânico pertencente à família das orquídeas (Orchidaceae).